# Anchietea selloviana
Anchietea selloviana är en violväxtart som beskrevs av Adelbert von Chamisso och Schlecht.. Anchietea selloviana ingår i släktet Anchietea och familjen violväxter. Inga underarter finns listade i Catalogue of Life.